# HD 9030
HD 9030，又名BD+65 175，SAO 11788、HR 428，是一颗恒星，视星等为6.14，位于銀經126.92，銀緯3.53，其B1900.0坐标为赤經1h 23m 52.7s，赤緯+65° 3.53′ 54″。